# Erika Haneda
Erika Haneda (羽田惠理香, Haneda Erika, née le 7 mars 1973 à Nakano, Japon) est une chanteuse et actrice, ex-idole japonaise dans les années 1990. Elle débute en 1989 avec le groupe de J-pop féminin CoCo, qui se sépare en 1994. En 1991, elle commence parallèlement une carrière en solo, sortant trois singles, classés à l'Oricon.  Elle se reconvertit en "tarento", apparaissant dans de nombreuses émissions TV.

## Discographie

### Singles en solo
- 1991.09.21 : Maigo ni Sasenaide (thèmes de la série anime OVA Handsome na Kanojo)
- 1992.07.17 : Yume kara Samenaide - Tsure-chan no Yuuutsu (thèmes de la série anime Tsure-chan no Yuuutsu)
- 1996.07.25 : Sha La La

### Participations
Album
- 1991/12/15 : Handsome na Kanojo Soundtrack Album (3 chansons de Erika Haneda)
- 1992/09/18 : Tsure-chan no Yuuutsu Original Album (2 chansons de Erika Haneda)

Single
- 1995/02/22 : USSO!, par le groupe psychogalvanometer (Kazumi saitoh with ERRY & MAKI)

## Liens
- (ja) Site officiel
- (ja) Blog officiel
- (ja) Discographie sur un site de fan